# Nordwind Airlines
Nordwind Airlines es una aerolínea chárter con base en Moscú, Rusia. Comenzó sus operaciones en diciembre de 2008 con dos Boeing 757-200. Su base de operaciones principal es el Aeropuerto Internacional Sheremetyevo en Moscú.

## Flota

### Flota Actual
La flota de Nordwind Airlines incluye las siguientes aeronaves con una edad promedio de 14.2 años (junio de 2023):
En Farnborough 2010 Nordwind Airlines efectuó un pedido inicial por tres MS-21 y opción a otros dos.